# AirPort Express

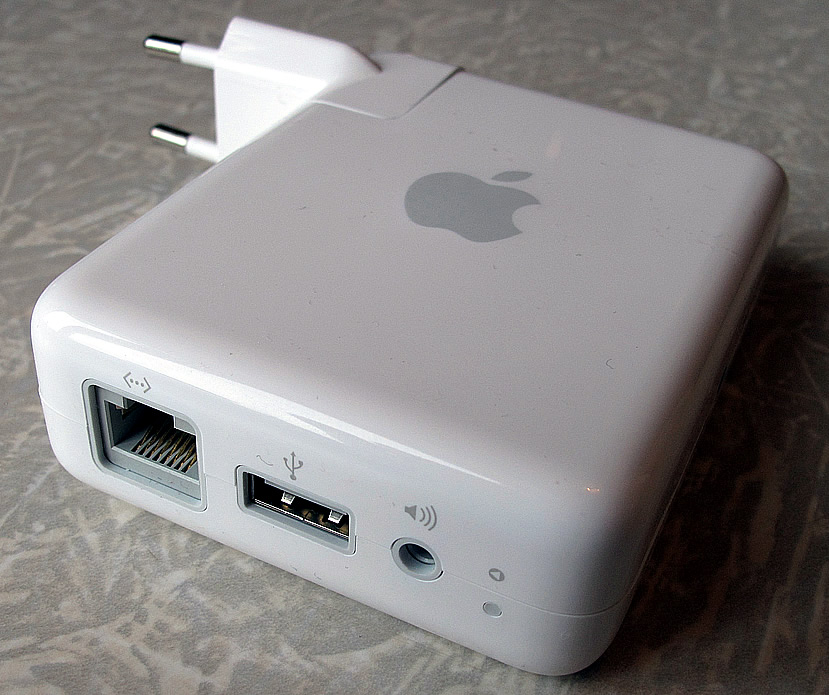
Apple AirPort Express
(модель: A1084, A1264)

AirPort Express — компактная точка доступа Wi-Fi, производимая компанией Apple Inc.

## Анонс
AirPort Express (модель A1084/M9470) с встроенным адаптером электропитания был представлен Apple 7 июня 2004 года и в его конструкции присутствовали три пользовательских порта:
1. аналого-оптический аудиовыход в форм-факторе 3,5 мм мини-джек.
2. USB-порт для подключения принтера или зарядки iPod Shuffle.
3. один Ethernet-порт с интерфейсом 10/100Base-T для подключения ADSL, кабельного модема или сети Ethernet. Может выполнять функции WAN- или LAN-порта.

## Особенности конструкции
AirPort Express относится к семейству Wi-Fi-изделий AirPort компании Apple и занимает в этом семействе самую низкую ступеньку. За этим изделием следуют такие Wi-Fi-изделия как: AirPort Extreme и Time Capsule.
Последняя модель AirPort Express может обслуживать до 50 (предыдущие модели — до 10) сетевых пользователей Wi-Fi, а также он поддерживает технологию AirPlay (ранее называемую AirTunes).
В AirPort Express для реализации стандарта 802.11g используется чипсет Broadcom BCM4712KFB, со встроенным процессором MIPS на 200 МГц. Для обработки аудио используется 16-битный чипсет ЦАП Texas Instruments Burr-Brown PCM2705.
AirPort Express (модель A1264/MB321) поддерживает стандарт 802.11 Draft-N на частотах 2,4 ГГц и 5 ГГц, при этом соблюдается поддержка всех функций, анонсированные Apple 17 марта 2008 года. Эта модель AirPort Express осуществляет поддержку стандартов 802.11a, n (5 ГГц), а также — Draft-N 802.11b, g без прерывания текущих соединений, сохраняя при этом повышенную пропускную способность, обеспечиваемую стандартом Draft-N.
Основное назначение AirPort Express — это выполнение базовых функций беспроводной точки при подключении её к сети Ethernet. AirPort Express может быть использован в качестве беспроводного моста при конфигурировании и построении Wi-Fi различной архитектуры. Он также может быть использован и для расширения зоны обслуживания Wi-Fi-сети (например для принтера или аудио сервера).
Часто упускается из виду такая возможность AirPort Express, как организация потокового вещания музыки в домашних условиях. Для этого в AirPort Express есть 3,5-миллиметровое гнездо (с совмещённым двойным интерфейсом) для подключения к нему мини-джек-штеккера или оптического цифрового коннектора мини-TOSLINK для дальнейшего подключения к внешнему ЦАП или — к усилителю с внутренним ЦАП.
При использовании AirPort Express в системе Mac OS аудиовыход AirPort Express может быть использован только для воспроизведения беспроводного потокового стерео аудио из медиабиблиотеки iTunes.
Настройка и конфигурирование AirPort Express осуществляется при помощи AirPort-утилиты из среды Mac OS X, iOS, Windows.

### Сравнительная таблица
| Наименование                                 | Нулевое поколение                                                                                | Первое поколение                                                             | Второе поколение                                                             |
| -------------------------------------------- | ------------------------------------------------------------------------------------------------ | ---------------------------------------------------------------------------- | ---------------------------------------------------------------------------- |
| Номер модели                                 | A1084 / A1088                                                                                    | A1264                                                                        | A1392                                                                        |
| Part. №                                      | M9470                                                                                            | MB321                                                                        | MС414                                                                        |
| Выпуск                                       | июнь 2004 — март 2008                                                                            | март 2008 — июнь 2012                                                        | июнь 2012 — апрель 2018                                                      |
| Скорость передачи информации, Mbps           | 54                                                                                               | 300                                                                          | 200-540                                                                      |
| Wi-Fi-стандарты                              | 802.11b, g                                                                                       | 802.11a, b, g, n                                                             | 802.11a, b, g, n                                                             |
| Работа в режиме Wi-Fi-моста                  | Нет                                                                                              | Да                                                                           | Да                                                                           |
| Одновременная работа на частотах 2,4 и 5 GHz | Нет                                                                                              | Нет                                                                          | Да                                                                           |
| Выходная мощность, dBm                       | 15 (nominal)                                                                                     | 20 (nominal)                                                                 | 20.5 (max)                                                                   |
| Кол-во пользователей                         | 10                                                                                               | 10                                                                           | 50                                                                           |
| Протоколы сетевые                            | NAT, DHCP, FTP, PPPoE, VPN Passthrough (IPSec, PPTP и L2TP) QuickTime Streaming, DNX Proxy, SNMP | NAT, DHCP, PPPoE, VPN Passthrough (IPSec, PPTP и L2TP) DNX Proxy, SNMP, IPv6 | NAT, DHCP, PPPoE, VPN Passthrough (IPSec, PPTP и L2TP) DNX Proxy, SNMP, IPv6 |
| Протоколы безопасности                       | WPA, WPA2, WEP (40 или 128 бит)                                                                  | WPA, WPA2, WEP (40 или 128 бит)                                              | WPA, WPA2, WEP (40 или 128 бит)                                              |
| Поддержка технологии AirPlay                 | Да                                                                                               | Да                                                                           | Да                                                                           |
| Поддержка технологии AirPlay 2               | Нет                                                                                              | Нет                                                                          | Да                                                                           |
| Поддержка технологии HomeKit                 | Нет                                                                                              | Нет                                                                          | Да                                                                           |
| Порт Ethernet (10/100BASE-T), шт.            | 1                                                                                                | 1                                                                            | 2                                                                            |
| Порт USB, шт.                                | 1                                                                                                | 1                                                                            | 1                                                                            |
| Габаритные размеры, мм.                      | 99 х 75 х 28.5                                                                                   | 99 х 75 х 28.5                                                               | 98 х 98 х 23                                                                 |
| Масса изделия, г.                            | 188                                                                                              | 188                                                                          | 240                                                                          |
| Цена в США                                   | $129                                                                                             | $99                                                                          | $99                                                                          |

### Встроенное ПО
Встроенное программное обеспечение AirPort Express (внутренняя прошивка) постоянно улучшается и совершенствуется компанией Apple. История версий прошивок приведена ниже:
- 7.6 (7600.14) — 12 ноября 2011
- 7.6.1 (76100.4) — 31 января 2012
- 7.6.2 (76200.16) — июнь 2012
- 7.6.3 (76300.7) — 7 февраля 2013
- 7.6.4 (76400.10) — 13 августа 2013
- 7.6.7 (76700.5) — 28 мая 2016
- 7.6.8 (76800.1) — 20 декабря 2016
- 7.6.9 (76900.11) — 12 декабря 2017
- 7.8 (78000.12) — 28 августа 2018
- 7.8.1 (78100.3) — 20 июня 2019
- 7.9.1 (79100.2) — 30 мая 2020